# ویکیو
ویکیو (به ایتالیایی: Vicchio) یک کومونه در ایتالیا است که در استان فلورانس واقع شده‌است.

## خصوصیات
ویکیو ۱۳۹٫۰ کیلومترمربع مساحت و ۷٬۷۳۶ نفر جمعیت دارد و ۲۰۳ متر بالاتر از سطح دریا واقع شده‌است.